# 真実の魔法少女
『真実の魔法少女』（しんじつのまほうしょうじょ）は、備長炭による日本の漫画作品。『ヤングガンガン』（スクウェア・エニックス）において、2014年9号から2016年7号まで連載。また、ガンガンONLINEにおいても連載された。

## 概要
元々は自身のサイトにおいて2007年3月より連載されていた作品であり、2014年4月現在100万PVを記録していた。なお、サイトへの連載は2014年8月現在凍結中。
戦闘描写はほとんどなく、異世界の2勢力の狭間で蠢く思惑の追求がメインとなっている。本作では数ページに1回のペースで不審な点やチグハグな点といった伏線と思しき要素が登場しており、裏に隠れた真相を考察できるようになっている。それに加え、単行本巻末ではその巻にあった不自然な点を十数個上げている。本記事では、実際に描かれた点だけ記載して考察は省くものとする。
ちょくちょくパロディなどのギャグを挟むが、そのギャグパートにさえおかしな所が仕込まれている場合がある。

## ストーリー

### 第一章
容姿端麗・頭脳明晰・運動神経抜群・生徒会長と恵まれたスペックを持つ倉田総一郎はある時、雨の中で謎の生物「ポルト」と出会い、魔法少女のサポートを頼まれる。最初はあまり乗り気ではないうえに半分脅されての参加だったが、総一郎は次第に慣れていく。
一方、その裏ではポルトが所属する「ムスタング帝国」と敵対関係にある連合国「シュヴァニカ」で様々な思惑が渦巻いていた。

## 登場人物

### 主要人物
倉田総一郎
第一章の主人公。北海原高校3年。これでもかといわんばかりの高性能を備えたオーバースペックマン。基本的に性格もよく、学内外にファンクラブが存在する。親しいものからは「総一」と呼ばれている。その能力を見込まれてポルトに協力を求められる。最初は後述する理由で渋っていたが、ポルトのセリフから機密事項まで推測して踏み込んでしまったため口封じをちらつかされ、ポルトをいい奴と判断したことで前向きに協力することになる。
魔道士となってからはポルトから教わった「罠魔法」を駆使して魔法少女らをサポートしている。変身時は忍者のような恰好をしている。コードネームは特にないが、「忍（SHINOBU）」とうっかり名乗ってしまい、それで定着している模様。魔道士の背中には国章＋コードネームに関連するマークがあるのだが、ムスタング所属の無名魔道士であるはずの彼の国章は何故かシュヴァニカのもので、マークはX字状のものとなっている。
作戦内容の都合で理々たちとは連携しても一切連絡を取っておらず、お互いその正体を明かしてはいない。その結果、むしろ事件の犯人ではないかという疑念すら持たれているようだが、彼女が倒れたのを機に情報のやり取りを解禁、自分が「忍」であることを明かす。。
忍の正体を突き止め接触してきたレミーの言動から彼女の内面を的確に推察して逆に恫喝、さらに手のひらを反して自らをシュヴァニカの諜報部員「クロス」と思いこませて懐柔することに成功する。しかし、レミーが自分に告白してきたため、後述のトラウマのせいで嘘をつくのに耐えきれなくなり、諜報員ではないことを明かしてしまった。
作中で古今大人気を誇る「魔法少女サンライズ」は幼いころに見ていたがあまりいい印象が残っていない。とりわけ自分と同じ立ち位置の「赤い大佐」はその言動から変態じゃないかと思っており、ポルトにその恰好に強制的に変身させられたときは心底恥ずかしそうにしていた。最初は忌避していたもののポルトに押し切られてサンライズのアニメを鑑賞した結果、葛藤しながらも称賛している。ヒロインの口調「はわわ」は露骨に毛嫌いしていたが、途中からむしろわざと理々が口にするようにしたりしている。
自分の安易なごまかしのせいで理々らを振り回してしまったことで精神にダメージを受けている。これは、かつて自分に付きまとっていた少女「岡元志乃」に対して嘘をついた結果、最悪の結末を迎えたことで甚大なトラウマを負ったため。それ以降、成績を異常に伸ばして超優秀生となり、加えて生徒会長に就任することで近寄りがたい人物像を形成し、他人との距離を置くようになった。ダメ押しとして、「入学式に卒業証書授与と言い出す」など奇妙な行動をとることで自身を奇人扱いさせている。しかし、トラウマは全く癒えておらず、レミーに告白された時は泣き出してしまっている。
北海原高校2年の頃に出会った陰気な中学生の少女が理々であることに気が付いていない。
ポルト・ヨルドー
総一郎を引き込んだ張本人である「第五アトランティス世界」の妖精。人間でいうところの21歳。ムスタング帝国に所属する史上最強の魔道士「特殊高等魔道士」に仕えている。ウサギのようなそうでないような微妙な外見の小動物で、普段は姿を消して宙に浮いている。テレパシーでの会話も可能。たれ目が特徴的。外見と声が一致していないらしい。
何人かいる候補者の中から、唯一文武両道だった総一郎に目をつけて協力を取り付ける。しかし、スペックそのものは想定以上だったため、度々見せる能力に驚愕している。
異世界といっても文明レベルに差はないようで、秋葉原に行くとなるとテンションが上がるオタク。総一郎をオタクにしようと企んでいる他、総一郎を取り巻く女性関係を恋愛ゲームに見立てている。
ララのことを何故か様づけにしているが、総一郎はそのことに一切触れておらず理由は現在の所語られていない。後に、明確に語られてはいないが、ララが特殊高等魔道士、彼が「黒」と呼ばれる魔道士その人であることが描写された。要は、様づけなのは彼女の使い魔だからである。なお、使い魔となったのは12年前である様子。なお、理々曰く「古代魔族」であるとのこと。
2巻の段階で特徴的なたれ目や額にある紋章・ネタとして登場した彼のスタンドが「黒」と呼ばれる魔道士の特徴にそっくりという描写がされていたが、人型になった際はまさに黒と同じ姿である。しかし、その裏ではムスタング・シュヴァニカ双方の王室魔道士長と共謀し、第五世界に5人の鍵となる人物を集めようとしている。しかし、その計画の詳細は知らない様で、その行く末に不安を抱いている。
夜戸宗一郎
ポルトが変身したもしくは変身解除したと思しき姿。身長は185cmで、黒髪の白人風。どうやって用意したのか、東方外国語大学という大学の学生証を所持している。4年生らしい。
総一郎のトラウマを探るべく、彼の友人である出水達と接触した。
一方で、3巻末のキーワードの一つに「夜戸宗一郎とは何者か」とある。
月嶋理々 / 日高理々＜旧名＞
第二章の主人公。北海原高校1年。総一郎がサポートを依頼された魔法少女。総一郎並にハイスペックを持った少女。朗らか性格だが、後述の過去のトラウマからメンタルはあまり強くなく、爪を噛むなど神経質な様子を見せる。
コードネームは「ダイヤ」で、その恰好は魔法少女サンライズの意匠が強い。顔は完全に剥き出しだが、正体は判明していない模様。打撃の他、ベルト部分からビームサーベル上の武器を取り出し懐に飛び込んで突き立てるという戦いをする。作中2度目の戦闘からはララと同行するが、戦うのは専ら彼女だけ。また、その戦いはトリッキーであるらしく、実力的に劣るであろうレミーやララに対して有利に運べる特性であると予想されている。
サンライズの大ファンで、変身前の姿「有亭志杏（アルテイシアン）」の口調である「はわわ」をたまに口にする。好意を抱いていそうな雰囲気を見せるも、何らかの警戒心を抱いているようである。後に忍であることが分かった際、何故か泣いている。
詳細は不明だが、味方であるララとは妙によそよそしい関係。潜入していたシュヴァニカのスパイが引き上げた前後から酷く険悪となり、総一郎とポルトが寒気を覚えるほど張り付いた笑みを見せるなどノイローゼ状態となっている。
5歳の頃、自身の残虐性による悪行（動物殺し）が災いするかの如く、落雷による火事で生家と共に両親を失い、叔母夫婦の元に引き取られるが、彼女を引き取った直後に叔母の夫の会社が倒産して以降、叔母からの虐待を受け続け、さらには学校でも周囲によるいじめを受け、孤独と苦痛にまみれた生き地獄の日々を送った。これらの不幸は自身の悪行による「罰」として受け入れ耐え続ける中、総一郎との出会いと交流を機に北海原高校への入学のため受験勉強に励む。その頃のクリスマスに傍観者でいた叔母の夫から性的虐待されかけ、叔母夫婦そろって自分を嵌めていたことに絶望し、自殺を試みようとしたところをララとダーガンに遭遇する。彼女らの取引を行った後、叔母夫婦は麻薬所持の容疑で逮捕され、月嶋家に養子として引き取られた。それ以来、表向きは平穏な日常を送りつつも、魔法少女としての力をつけてきた。
ダーガン・ゼー
理々が憔悴しきった状態の時に初めて姿を見せた、現場監督のような存在。瞳はホワイト部分が大部分を占めるという特徴的な目をしており、多めのまつ毛などと合わせて「白」と呼ばれる魔道士にとてもよく似ている。ポルトの知り合いらしく、理々の様子を見た彼から「ガキにも程がある」と心の中で毒づかれ、後日総一郎と一緒に会った際には顔面を殴られた。
名前も声も口調も男性っぽいが、女性らしい。そのことを即座に看破した総一郎のことを気に行っている様子。一方で、「女性の顔面は殴れない」と語っているポルトが容赦なく殴っているため、本当に女性かは不明。
萌月ララ
北海原高校の生徒会副会長。魔道士だが、他二人と違って身体能力は不明。中学生程度の身長で、ポルトにはロリ巨乳と評された。ただの散歩でゴスロリ服を着込む。作中で有名であるサンライズのことは全く知らなかった。
コードネームは「パール」。外見はSFチック。戦闘には一切参加せず、観察しているという訳でもない。また、隙あらば忍のマスクを剥ごうとするなどその行動は謎が多い。
普段は人懐っこい性格だが、友人たちがサンライズの話題で盛り上がった際は興味なさげに髪をいじったりしている他、突如理々に対して辛辣な態度をとるようになった。総一郎に好意を抱いている様子も見せており、総一郎がトラウマを発症させて泣いている所を見た際は一緒にいたレミーに対して怒りを露わにしていた。
その姿とマークは「特殊高等魔道士」と呼ばれる人物にそっくりであったが、やはり彼女がその人である様子。性格はプライドが高く、戦闘の際は相手の土俵で戦いたがる。ステルス魔法も使用可能で、昼休みに一人で食事している総一郎を観察しているらしい。3歳から魔法の修行に打ち込んでいたため、恋愛の仕方は不慣れらしい。

### 第四世界（現世界）人

#### 総一郎の近親者
三沙倉ありす
小学校以来の総一郎の知人。黒髪のロングヘアーを左右で分け、正面にたらしている。所謂腐女子。初登場時は若干ふくよかに描かれていたが、実際はそうでもない様子。サンライズの大ファンであり、「布教」活動に熱心。
本来は彼女も「総一君」と呼ぶ模様だが、総一郎とは苗字で呼び合う他、総一郎が彼女の説明をした時は何故か知人であることが強調されていた。また、付き合いが長いこともあって精神的ダメージを負っている彼の様子を察したりもしている。総一郎ほどではないが、彼がトラウマを負った事件に対してはかなりつらい印象を抱いている。
チカ・マチカ
三沙倉になりすましていた、シュヴァニカのスパイ。コードネームは「ユヴラ」で、第六番隊なるチームの隊長。
サイレントスキルという発動を察知されない高等技術の最高クラスの使い手だったが、連絡が突如途絶えた（曰く「殉職」。特殊高等魔道士が犯人と思われている模様）。これを機にシュヴァニカはスパイを全員引き揚げさせる手続きに入った。
出水龍一
バスケ部のエース。総一郎の幼馴染で、数少ない友達の一人。ちなみに、総一郎の友人といえる相手は二人だけで、もう一人はバスケ部のキャプテン。
2m近い長身という印象に残りやすい特徴のために、情報操作魔法の対象にはなりづらいらしい。
総一郎のトラウマとなったきっかけと思われる事件の一連の流れを把握しており、最悪の瞬間においては一緒に歩いていた。原因である岡元に対しての心証は最悪であり、「生まれて初めて女を殴りそうになった」と語っている。
岡元志乃
総一郎にトラウマを刻み込んだ元凶。故人。中学時代、三沙倉や出水の彼女「リョーコ」らの友人だった女生徒。
当時の総一郎は日本バスケ界の超新星と呼ばれてファンクラブも存在していたのだが、それに所属せずに総一郎を追いかけまわしていた。迷惑をかけないように心がけていたファンクラブからは当然敵視され、三沙倉に目立たないよう忠告されたが聞き入れずに絶交。追って、リョーコとも絶交された。だが、総一郎がそれを気にかけて優しくしたことで暴走し始め、とうとう陰湿な嫌がらせを受けるようになった。だが、むしろ「嫌がらせをされるほど総一郎が気にかけ、それによって調子に乗った岡元への嫌がらせが悪化して」という悪循環が発生。最終的にはほとんど弱みを握って無理矢理付き合っているような状態に至った。
出水の堪忍袋の緒が切れた顔を目にした総一郎はようやく事態の収拾に動くも、最終的な対策は彼女に対して何らかの嘘をつくというものだった(内容は不明)。しかし、それは三日でばれてしまい、「歩道橋付近で総一郎をメールで足止めし、すぐ近くでトラック目掛けて飛び降りて轢かれる」という凶行に出た。結果、総一郎は死の瞬間を直視し、さらにその返り血を滴るほど浴びることとなってしまった。なお、ポルトはこの件に対して、総一郎は当初厳しい態度で突き放すつもりだったが、しつこく食い下がられてやむなく嘘をついたとみている。

### 第五世界（異世界）人
ペルシア・ベル・フェルナンド
本作の事件の首謀者と思われている人物。フェルナンド家の十六代目当主。33歳。魔道士としては最高位である王室魔道士長を務める。魔道士長になる前は、後に女王となる第二王女の世話係だった。
情報操作魔法の随一の使い手で、情報戦に長ける。女王さえ全容を知らない諜報チーム「ペルシア特殊工作隊（通称：ペルシア隊）」を保有する。その実績は他国への抑止力となるほど。
一見すると酷く冷徹に見えるが、少なくとも描かれる限りはそこまで冷徹ではない様子で、むしろ若干軽いとすらいえる。レミーがとてもお気に入りで、彼女の父親に会うたびに自分にくれと言っている他、冗談でバイセクシャルのロリコンだとも言っている。
加点項目など詳細は不明だが、誰かしら二人と自己診断のポイントを競っている様子。
アレクシアなる人物の導きで今回の計画を企てたようで、「鍵」なる存在を見極めるために行動していた。総一郎が鍵であると確信したためか、自身の役割は終了したとして「彼」を帝国に保護してもらおうと考えている。また、総一郎が何となく名乗った「クロス」というコードネームを聞いたときは酷く狼狽しており、あろうことか彼の「ペルシア隊のクロス」という嘘を全面的に肯定している。
レミーア・ロク・ロクク
ペルシアの指示でダイヤとパールの正体を見極めるために派遣されたスパイの一人で、コードネームは「アロク」。「いえあ」とガッツポーズをとる癖がある。
ポルトが強いと認めるダイヤとパールの正体を見破れなかったことで弱いと思われていたが、10代の魔道士では最強クラス。剣豪として名を馳せる父親に最も近いとされる。一方でメンタル面が未熟であり、集中力を切らすと脆く、アウトローな戦いに対しては対応できない。
戦闘能力こそ高いが、マイペース＆単純で考えることを苦手とする力押しタイプ。しかし、会話における力押しっぷりはペルシアさえ舌を巻くほどで、気を抜けば一瞬にして自分のペースに巻き込んでしまうため、論破が極めて困難。
潜伏先で気を許せ、かつイケメンで優しいクロス、即ち総一郎に惚れ込んでおり、王室魔道士（要はロイヤルクロス）への昇格さえ放棄してランチパーティの約束を優先しようとするほど。総一郎からペルシア隊でないことを明かされるも、個人として愛していると食い下がるが、それが彼のトラウマを決定的に抉ることになってしまった。
「ローラ」という姉がおり、その人物はペルシアに誰かしらの近況報告を行っていた。この時ペルシアは総一郎の映像を見ているが、少なくともその誰かしら＝総一郎であるとは明言されていない。また、総一郎の姉になりすましていた女性の顔はレミーの姉妹として挙げられた人物の一人と同じである。
ヴィンセント・ギル・ロクク
レミーの父親。ロクク家の三十代目当主。38歳。ペルシアより前の王室魔道士長で、「鬼」と呼ばれていたらしい。ペルシアとは少なくとも18年前からの付き合いである。イタリア半島に例えられるもみあげが特徴的。
子煩悩であり、レミーが命令を無視して帰還を遅らせた理由が男だと知るや、殺さんばかりの勢いで突撃しようとした他、彼女の居場所を聞き出すために土下座を繰り出した。
女王・ペルシアの二人からからかわれたりしている。
サリーサラ・シュヴァイゼン
シュヴァニカの女王。正式な肩書は西アトロテス大連合国第十五代国王。35歳。
非常にフランクな性格で、公務外では楽だからという理由で安物のジャージを堂々と着こなす。レミーが幼い時、彼女を誘拐したいというペルシアに許可を出すなど、面白ければそれでいいという気質がある。
ペルシアとヴィンセントの二人とは、流石に敬語を使われているが友人のような関係。
ムスタングとの冷戦関係については、ムスタング皇帝が武力解決を望んでいるのに対し、彼女は冷戦の風化を狙っているらしい。
リネアルル・パラゾット
ムスタング帝国総合情報管理局局長を務める女性。17歳。白髪で、目の下のクマが凄い。王室魔道士長のヒロアに好意を抱いている。
詳細は不明であるが、過去に国家反逆罪の主犯として逮捕されたことがあるらしいが、詳細は不明。
総一郎の要請で聖きゅりてぃ強化のために連絡を取ったことで登場。当初は「仕事が遅い」と言っているも同然の態度に訝しむも、その理由は正当なものとして要請を受け入れる。その間の会話でポルトが何か隠し事をしているらしいことを知って探りを入れ、通信後に総一郎の写真を凝視した際に「知ってはいけないこと」を知ってしまう(この時に見ていたのは、18年前のチェス世界大会の資料)。そのタイミングで、ポルトの共犯者であるヒロアにそれ以上踏み込まないように脅迫されてしまう。しかし、どちらかというと好意を抱いているヒロアに脅された＝嫌われたことの方がショックであるらしい。
ヒロア・ニールセント
第ムスタング帝国王室魔道士長を務める男性。32歳。肩にかかる程度の長さのくせっ毛。
ポルト・ペルシアとともに、何らかの計画を推進する共謀者。彼の役割は、計画終盤に帝国側の調査活動終了時にポルト達を功労者として本土に招くことの模様。また、ポルトの要請でリネの対応も請け負ったが、あまりそういうことはしたくない様子。ちなみに、リネの好意には全く気付いていない。

## 作中用語
アトロテス大陸
第五世界側の舞台となる大陸。他に大陸があるのかは不明。
主要国家である大ムスタング帝国と、その流刑地という名の貴族の追放先が独立したシュヴァニカの二国が存在し、その経緯から深い確執がある。東はムスタング、西はシュヴァニカと、ほぼ大陸の半分ずつを所有している。
実は、サリー女王の所にも書かれているが、西アトロテス大連合国が正式名称で「シュヴァニカ」は通称に過ぎない。これは、元々シュヴァニカ・キロウェイ・レイヴェン・ミゼロビアの四か国同盟であったが、後にシュヴァニカが主導権を握ったことによる。とりわけ、レイヴェンでは反対派が多く、迂闊にシュヴァニカと呼ぶと逆鱗に触れかねないという。
ステルス魔法
ポルトが常時使用している姿を隠す魔法。
存在を完璧に隠匿できるが、難易度が高く集中力を要するため、戦闘には不向き。レミーが常時使用していたポルトに驚愕しているため消耗も決して軽くはないらしい。
情報操作魔法
作中で使用される魔法の一つ。任意の対象について、その存在を知る人間の印象を別の人間のものとすり替えるというもの。簡潔に言うと他人になり替わる魔法。
その存在を知り、決して史上最強魔道士直属のポルトでさえ気づいた様子がないなど、成功してしまえば厄介な魔法。一方で、時間と手間を必要として成功率も高くはないなど難点も多く、印象が強すぎる人間に対しては効果が薄い。
なお、全てかは不明だが読者に対しては無効な模様。

## 書誌情報
- 備長炭『真実の魔法少女』 スクウェア・エニックス〈ヤングガンガンコミックス〉、全6巻
  1. 2015年08月25日発売[3]、ISBN 978-4-7575-4723-0
  2. 2015年08月25日発売[4]、ISBN 978-4-7575-4724-7
  3. 2015年10月24日発売[5]、ISBN 978-4-7575-4774-2
  4. 2016年03月25日発売[6]、ISBN 978-4-7575-4927-2
  5. 2016年06月25日発売[7]、ISBN 978-4-7575-5020-9
  6. 2016年10月25日発売[8]、ISBN 978-4-7575-5132-9